# Matthäus Much

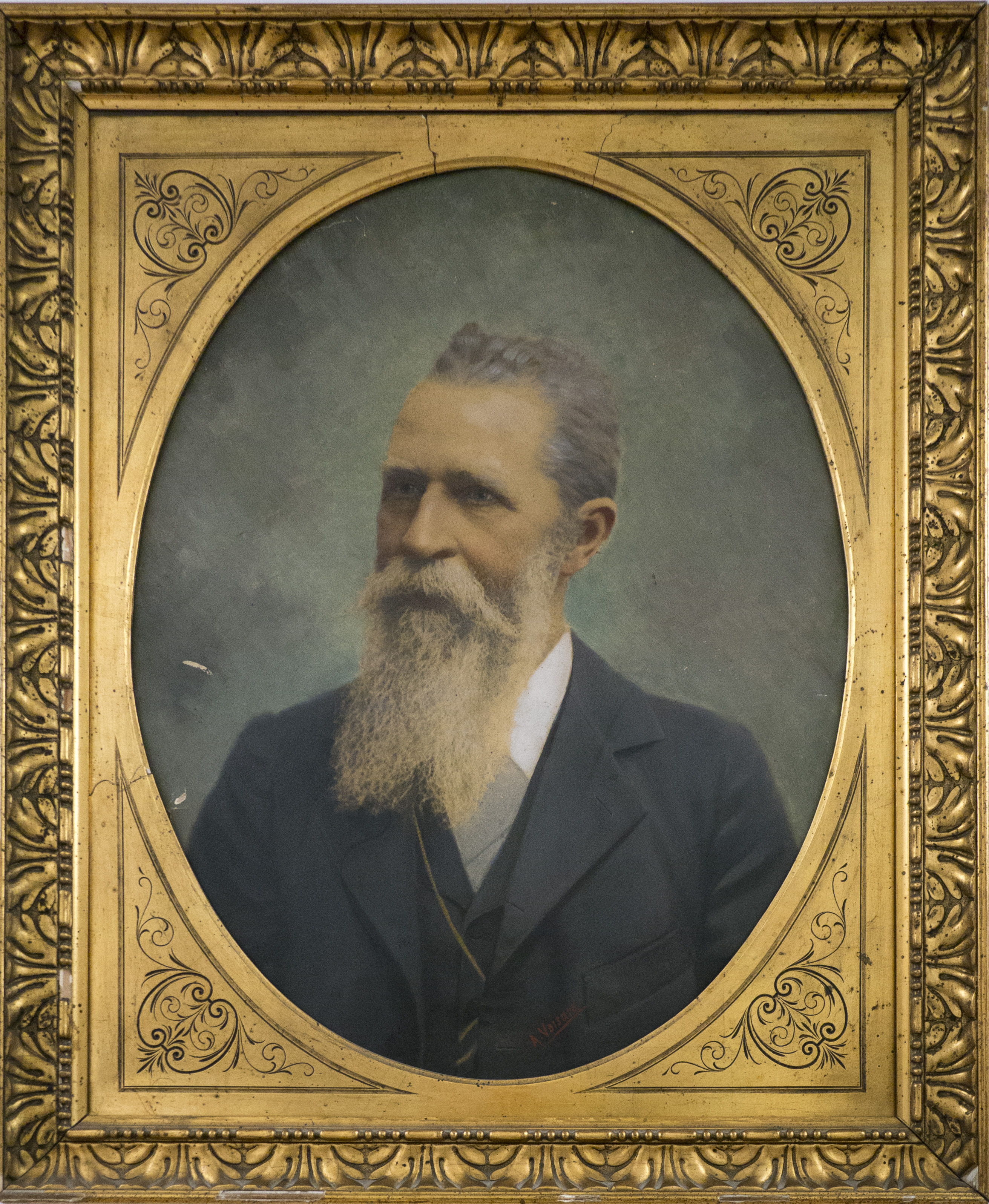
Matthäus Much Porträt im Pfahlbaumuseum Mondsee

Matthäus Much (* 18. Oktober 1832 in Göpfritz an der Wild, Österreich unter der Enns; † 17. Dezember 1909 in Wien) war ein österreichischer Prähistoriker, Heimatforscher und Denkmalpfleger.

## Leben
Muchs Vater war Oberamtmann im westböhmischen Petschau. Er selbst studierte nach der Matura am Theresianum 1851 Jus an der Universität Wien, wo er auch Vorlesungen zur Altgermanistik und Naturwissenschaften hörte, etwa bei dem Geographen Friedrich Simony, der über das eisenzeitliche Gräberfeld von Hallstatt publiziert hatte. Nach dem Studium wurde er zunächst Finanzbeamter in Temesvár und promovierte 1858 an der Universität Graz zum Dr. jur. Much heiratete 1860 Marie Kiendl, Tochter eines Geigenbauers aus dem bayerischen Mittenwald, der in Wien eine Zitherfabrik hatte. Noch im selben Jahr quittierte Much den Staatsdienst und übernahm die Fabrik seines Schwiegervaters.
Dadurch finanziell abgesichert, widmete er sich seiner Sammelleidenschaft und als Amateurforscher der Urgeschichte Niederösterreichs. So entdeckte er 1874 am Mondsee jungsteinzeitliche Pfahlbauten und ließ diese freilegen. Er öffnete Tumuli der Hallstattkultur und führte Testschnitte in zahlreichen Wehranlagen Niederösterreichs durch. 1877 wandte er sich der Erforschung des prähistorischen Kupferbergbaus am Mitterberg bei Bischofshofen zu und veröffentlichte die vom Johann Rudolf Pirchl gemachten Funde. Much war ab 1870 Mitglied der Anthropologischen Gesellschaft in Wien, von 1876 bis 1883 Sekretär und Schriftleiter ihrer Mittheilungen sowie ab 1903 Vizepräsident der Gesellschaft. Die k.k. Zentralkommission für Kunst und historische Denkmale (Vorläuferin des Bundesdenkmalamtes) ernannte Much 1877 zum Konservator für Niederösterreich und wählte ihn 1879 zum ordentlichen Mitglied.
Er beschäftigte sich mit Ausgrabungen in Österreich und in Mähren. Durch seine guten Kontakte zu Lokalforschern wie Candidus Ponz, Reichsritter von Engelshofen und Johann Krahuletz war er über Neufunde meist rasch informiert und konnte so für die Denkmalpflege und auch für die Forschung vieles retten. Die dabei zustande gebrachten Fundbestände bildeten die rund 24.000 Objekte umfassende „Sammlung Much“, die 1912 vom Unterrichtsministerium angekauft wurde und einen großen Teil des Lehrapparates des heutigen Institutes für Ur- und Frühgeschichte der Universität Wien darstellt. Much setzte sich erfolgreich für die Gründung des Niederösterreichischen Landesmuseums, gesetzlichen Schutz für Bodendenkmale und die Vermittlung von Kenntnissen über Urgeschichte im Schulunterricht ein. Er wurde früher als „Nestor der Urgeschichte Österreichs“ tituliert, in den 1990er-Jahren wurde seine Bedeutung schon zurückhaltender eingeschätzt. So fanden der Autodidakt und seine Theorien kaum Aufnahme in akademische Kreise.
Matthäus Much war politisch als Teil der deutschnationalen Bewegung aktiv. Er kandidierte 1882 als freier Mandatar für den Reichsrat als Vertreter der Wiener Josefstadt und wurde im Wahlkampf von seinem Sohn Rudolf und Georg von Schönerer unterstützt. Schönerer empfahl den „deutschnationalen Antisemiten“ Much zur Wahl, der aber nur wenige Stimmen erhielt. Gemeinsam mit seinem Sohn Rudolf zählte Matthäus Much zu den 27 Begleitern Schönerers, die am 8. März 1888 in der Nacht in das Redaktionslokal des als jüdisch diffamierten „Neuen Wiener Tagblattes“ eindrangen und eine Schlägerei anzettelten.
Auch in Muchs Forschung stehen nach Frank Olaf Luckscheiter gewisse Aussagen von Much für eine völkische Ausrichtung, welche sich weit mehr als nur tendenziös darstelle. Much habe den wissenschaftlich vertretbaren Spielraum der damaligen Zeit bis an seine Grenzen ausgereizt und diesen teilweise bei Weitem überschritten, auch wenn er um den Anschein von Wissenschaftlichkeit bemüht gewesen sei. Dass er etwa Tumuli und mittelalterliche
Hausberge als „altgermanische Opfer- oder Tempelstätten“ zu interpretieren suchte, wurde schon von Zeitgenossen wie Josef Szombathy als irrig zurückgewiesen.
Er wurde am Wiener Zentralfriedhof bestattet. Nach seinem Tod wurde ihm in der Zeit des Nationalsozialismus Anerkennung zuteil durch die Stiftung des Matthäus- und Rudolf-Much-Preises bei der Akademie der Wissenschaften in Wien. Die erste Verleihung erfolgte 1942 an den Nationalsozialisten Martin Hell.

## Schriften (Auswahl)
- Die Kupferzeit in Europa und ihr Verhältnis zur Kultur der Indogermanen (Wien 1886)
- Kunsthistorischer Atlas (Wien 1889)
- Die Heimat der Indogermanen im Lichte der urgeschichtlichen Forschung (Berlin 1902)
- Die Trugspiegelung orientalischer Kultur in den vorgeschichtlichen Zeitaltern Nord- und Mitteleuropas (Jena 1907)